# بربيت أخضر إفريقي
بربيت أخضر أفريقي (الاسم العلمي: Pogoniulus simplex) (بالإنجليزية: African Green-tinkerbird)‏ هو نوع من الطيور يتبع جنس البربيت الصفاح من الفصيلة البربيتية.